# Rodolphe Schacher
Rodolphe Schacher (* 1973 in Paris) ist ein schweizerisch-französischer Komponist und Pianist.
Der französisch-schweizerische Komponist und Pianist Rodolphe Schacher wurde in Paris geboren. Er absolvierte seine Studien in Paris, Genf und Zürich. Seine Studienlaufbahn umfasst fünf Premier Prix am Pariser Conservatoire sowie den ersten Preis der Bertie Alder Stiftung (Pädagogik), ein Konzertdiplom für Klavier-Kammermusik (mit Auszeichnung) und den Abschluss in Komposition. Unter anderen waren Thierry Escaich, Gerald Bennett und Michael Jarrell seine Lehrer.
2005 verlieh ihm David Zinman, Chefdirigent des Tonhalle-Orchesters Zürich, das jährliche Stipendium, welches eine Einladung ans Aspen Music Festival zur Folge hatte.
2007 Composer in Residence am renommierten Menuhin Festival Gstaad, wurde sein neues Quartett 'Le Renouveau' vom Starflötisten Emmanuel Pahud und weiteren Mitgliedern der Berliner Philharmonikern uraufgeführt.
Im Jahr 2008 komponierte Rodolphe Schacher ein Musikmärchen in Zusammenarbeit mit der Geschichtenerzählerin Jolanda Steiner und dem Blockflötisten Maurice Steger.
2008/09 entstand der Elementezyklus „Feuer, Erde, Wasser, Luft“ mit Linard Bardill, welcher in vier Familienkonzerten und dem Abschlusskonzert „Die Rose von Jericho“ in der Tonhalle Zürich zur Aufführung kam.
2009–2011 erschienen drei CDs mit Orchesterwerken für Kinder im Auftrag des Musikkollegium Winterthur, des Tonhalle-Orchesters und des Zürcher Kammerorchesters.
Heute gehört Rodolphe Schacher zu den aufstrebenden Komponisten der jüngeren Generation. Nebst seinem Sinfonischen Schaffen geniesst das Komponieren von Kammermusik und – mit Leidenschaft – von Filmmusik besondere Beachtung.
Werke von Rodolphe Schacher wurden in vielen Ländern, wie Frankreich, Deutschland, Österreich, Slowakei, Slowenien, Tschechische Republik, England, USA, Argentinien, Brasilien und China aufgeführt.
| Personendaten    | Personendaten                                     |
| ---------------- | ------------------------------------------------- |
| NAME             | Schacher, Rodolphe                                |
| KURZBESCHREIBUNG | schweizerisch-französischer Komponist und Pianist |
| GEBURTSDATUM     | 1973                                              |
| GEBURTSORT       | Paris                                             |